# Ojciec wie najlepiej
Ojciec wie najlepiej, także Stary ma zawsze słuszność (duń. Hvad Fatter gjør, det er altid det Rigtige, współ. duń. Hvad fatter gør, det er altid det rigtige) – baśń literacka autorstwa Hansa Christiana Andersena, wydana po raz pierwszy w 1861 roku.

## Historia
W notatkach do publikacji z 1861 roku Andersen napisał, że oparł narrację baśni Ojciec wie najlepiej na duńskiej opowieści ludowej, którą słyszał w dzieciństwie. Zauważono również podobieństwa do norweskiej baśni Gudbrand i Lien oraz niemieckiej o Szczęśliwym Jasiu z antologii braci Grimm z 1812 roku, co sugeruje szerszy kontekst folklorystyczny.
Baśń interpretowana jest jako historia o miłości i zaufaniu w małżeństwie. Ojciec wie najlepiej jest apoteozą wzajemnego uczucia, opiewaniem człowieczeństwa w dzieleniu życia z drugim. Opłaca się nie to, co się opłaca, ale to, co robisz, kiedy nawet nie myślisz o tym, co się opłaca. Życie staje się cudem samym w sobie, gdy naprawdę kochasz.
Utwór został opublikowany przez wydawnictwo C.A. Reitzel w Kopenhadze 2 marca 1861 roku w zbiorze Nowe przygody i opowieści. Druga seria. Pierwsza kolekcja. 1861 (duń. Nye Eventyr og Historier. Anden Række. Første Samling. 1861) wraz z baśniami: Muzą nowego stulecia, Na podwórku, Bałwanem ze śniegu, Żukiem, Dwunastoma podróżnymi i Kamieniem mądrości. Zbiór był krytykowany i uznany za jeden ze słabszych w dorobku autora. Baśń Ojciec wie najlepiej była jednak dołączana do kolejnych zbiorów w 1867 oraz w 1871 roku, co świadczy o jej popularności.

## Polskie przekłady
Baśń była szereg razy tłumaczona na język polski z niemieckiego, poza ostatnim tłumaczeniem z duńskiego Bogusławy Sochańskiej:
- 1862 – Co stary zrobi, to zawsze dobrze: M.C. (tłum.): Bajki. Leszno. Brak numerów stron w książce
- 1865 – Co mąż zrobi, to zawsze dobrze anonimowe tłumaczenie w „Noworoczniku Ilustrowanym dla Polek”
- 1900 – Co stary zrobi, dobrze zrobi: Maria Glotz (tłum.): Nowe powieści czarodziejskie Andersena. T. 1. Warszawa. Brak numerów stron w książce
- 1923 – Stary ma słuszność: Wanda Młodnicka (tłum.): Nowy wybór bajek Andersena. Lwów. Brak numerów stron w książce
- 1929 – Co ojciec czyni, jest zawsze słuszne – przekład Franciszka Mirandoli.
- 1931 – Stary ma zawsze słuszność: Stefania Beylin (tłum.): Baśnie. Warszawa. Brak numerów stron w książce
- 1938 – Stary ma zawsze rację: Adam Przemski (tłum.): Bajki. Kraków. Brak numerów stron w książce
- 1938 – Ojciec ma zawsze rację: Marceli Tarnowski (tłum.): Bajki. Warszawa. Brak numerów stron w książce
- 1946 – Cokolwiek ojciec czyni — ma zawsze słuszność: Witold Zechenter (tłum.): Bajki. Kraków. Brak numerów stron w książce
- 2006 – Ojciec wie najlepiej: Bogusława Sochańska (tłum. z duńskiego): Baśnie i opowieści. Tom II 1852–1862. Poznań. s. 372–376. ISBN 978-83-7278-194-9.

## Fabuła

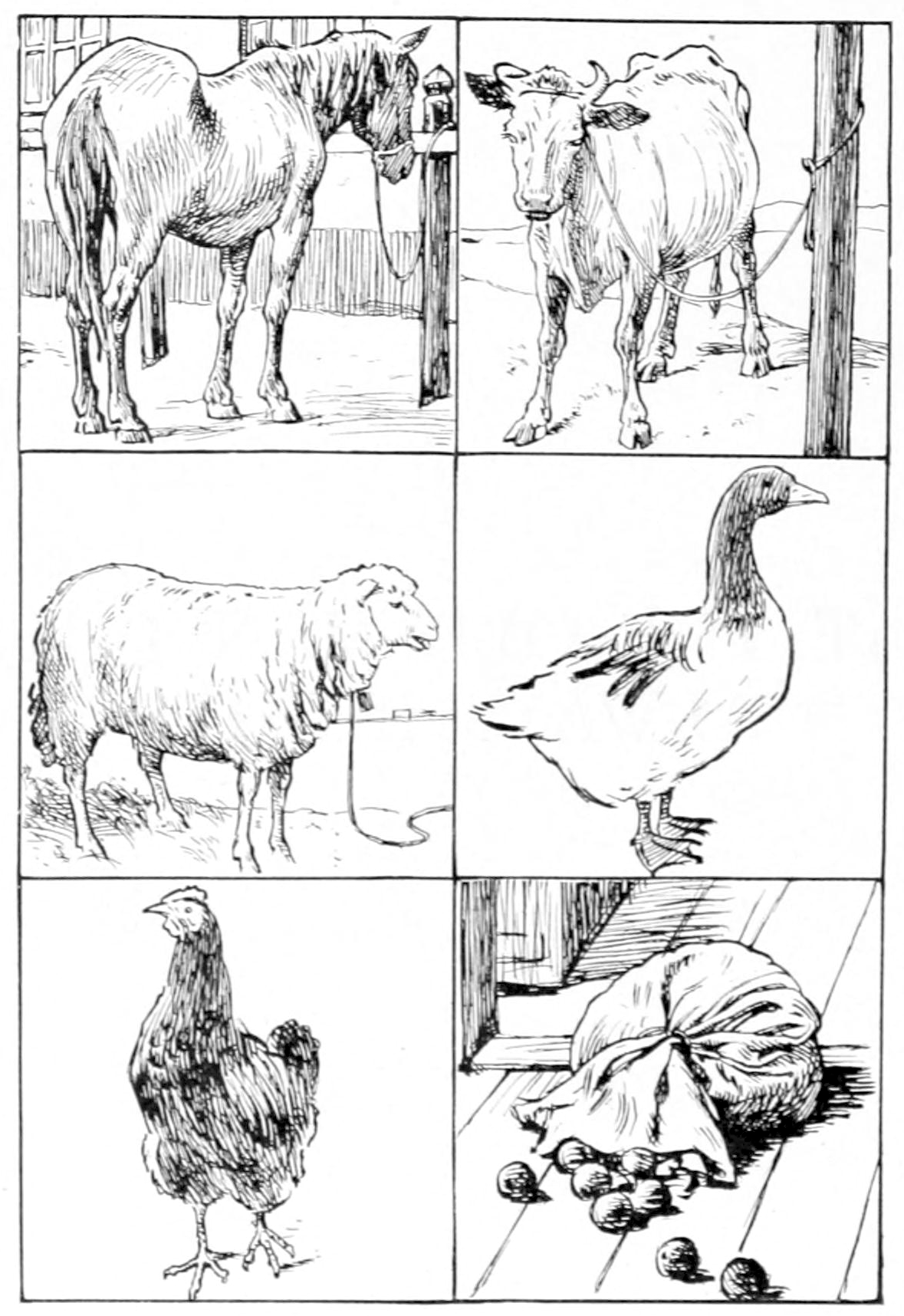
Ilustracja z wydania amerykańskiego z 1900

Streszczenia dokonano na podstawie wersji duńskiej w Wikiźródłach.
Narrator zapowiada historię usłyszaną w dzieciństwie i która z upływem lat staje się coraz piękniejsza. Opisuje starą wiejską chatę z dachem ze strzechy, mchem i gniazdem bociana. W tej chacie mieszka stare małżeństwo posiadające konia. Postanawiają sprzedać lub wymienić konia na targu na coś bardziej użytecznego. Żona mówi mężowi, aby zrobił, co uważa za najlepsze, bo cokolwiek robi, jest zawsze właściwe. Mąż wyrusza na targ z koniem.  
Po drodze chłop spotyka mężczyznę z piękną krową i myśli, że krowa byłaby lepsza, bo daje mleko. Wymienia konia na krowę i wędruje dalej. Następnie spotyka innego mężczyznę z owcą i myśli, że owca jest łatwiejsza w utrzymaniu. Wymienia krowę na owcę. Kontynuując wędrówkę widzi kobietę z gęsią. Wymienia owcę na gęś i dalej wędruje. Następnie spotyka mężczyznę z kurą i myśli, że kura znosząca jaja jest bardzo użyteczna. Wymienia gęś na kurę. W końcu spotyka wędrownego handlarza z workiem zgniłych jabłek i, myśląc, że mogą się do czegoś przydać, wymienia kurę na jabłka.  
Za każdym razem, gdy dokonuje wymiany, wyobraża sobie pochwałę żony. Tymczasem dwaj Anglicy, którzy podróżują, widzą jego ostatnią wymianę i śmieją się, obstawiając, że żona będzie wściekła. Zakładają się z nim o sto funtów, że żona go zbije. Mąż przyjmuje zakład, pewny akceptacji i wsparcia ze strony żony.  
Wszyscy wracają do chaty. Mąż opowiada żonie o wymianie konia na krowę, a ona jest zachwycona, mówiąc, jak wspaniale jest mieć krowę. Potem o wymianie krowy na owcę, a ona chwali to, mówiąc, że owca jest świetna na wełnę. Następnie owcy na gęś, a ona mówi, że gęś jest idealna na pierze i jaja. Potem gęsi na kurę, a ona jest szczęśliwa, bo kura znosi jaja codziennie. W końcu kury na zgniłe jabłka, a ona wykrzykuje, że może je wykorzystać do zrobienia ciasta jabłkowego lub czegoś podobnego, i całuje go.